# 徐烨
徐烨（1962年—），男，中国天文学家，中国科学院紫金山天文台研究员、青海观测站站长、首席科学家，中国电子学会会士。在测定在银河系旋臂结构方面做出重要工作。